# Le Cantique spirituel (livre)
Le Cantique spirituel ((es) El Cántico espiritual) ou En quel lieu t’es-tu caché ((es) Adónde te escondiste), est une œuvre littéraire composée par Jean de la Croix entre 1584 et 1586. Quelque temps après avoir déclamé son poème Le Cantique spirituel aux religieuses du couvent de Tolède, celles-ci lui demandent une explication des vers. Jean de la Croix rédige alors un traité spirituel basé sur ce poème (et auquel il donne le même titre que le poème). L'écriture de ce traité amène l'auteur à revoir la composition initiale du poème et l'ordonnancement des strophes. C'est pourquoi il existe désormais deux versions principales du poème.
L’œuvre n'est publiée que très tardivement après la mort de l'auteur, ce qui n'a pas empêché sa diffusion par recopie manuscrite. Publié à partir du XVIIe siècle, ce traité est régulièrement réédité, soit seul, soit dans des « œuvres complètes ».

## Historique
Jean de la Croix compose entre 1578 et 1584 un poème mystique intitulé Le Cantique spirituel. En entendant ce poème, des carmélites de Tolède (et quelques laïcs avec qui il est en lien) lui demandent son interprétation et le sens de ses vers. Jean de la Croix explique donc, vers après vers le sens de ce poème qui chante « l'union d'amour entre l'âme et son Dieu ». Cette demande étant répétée, il commence l'écriture d'un ouvrage intitulé Le Cantique spirituel. L'écriture de ce traité de mystique, ainsi que des échanges avec certaines religieuses l'amènent à compléter et réorganiser les strophes de son poème pour mieux suivre le cheminement théologique de son traité. Cela donnera deux versions du poèmes : la version A (version originale) et la version B (version correspondant au livre),. On estime que l'écriture de cet ouvrage se déroule entre 1584 et 1586.
Ce traité n'est pas publié du vivant de l'auteur, mais recopié de main en main par différentes religieuses ou laïcs souhaitant se nourrir de son contenu. Lorsque mère Anne de Jésus est évincée par le général des Carmes Nicolas Doria et part en France (en 1604) fonder le premier couvent réformé de l'ordre (hors d'Espagne), elle amène avec elle une copie du traité. Ce texte sera ensuite publié à Paris en 1622 (et en français). En 1607, Anne de Jésus part à Bruxelles pour fonder un nouveau couvent. Elle emmène une copie du texte qui sera publié en 1627 (en espagnol). En Espagne, le livre ne sera publié qu'en 1630,.

## L'œuvre

### La controverse sur l'œuvre
Il n'existe pas de manuscrit autographe de Jean de la Croix sur cette œuvre. Le seul document original qui nous soit parvenu est le « manuscrit de Sanlúcar » qui, bien qu'écrit par une tierce personne, cette « version A » du Cantique spirituel, possède des annotations faites de la main de Jean de la Croix. 
C'est pourquoi certains ont contesté que la réorganisation des strophes du poème soit le fait de Jean de la Croix lui-même, estimant que « le remaniement de l’ordre des couplets dans la dernière version B est une catastrophe littéraire ». Cette controverse est aujourd'hui apaisée et un consensus semble se dessiner pour attribuer à Jean de la Croix la paternité de la version B du poème.
L'absence de manuscrit autographe de Jean de la Croix sur cette œuvre est expliquée par certains qui estiment hautement probable que Jean ait eu un secrétaire, celui-ci aurait pris la dictée de ses commentaires lorsque Jean déclamait et expliquait son œuvre aux carmélites. D'autres hypothèses sont évoquées comme une destruction des originaux lors de la période de trouble avant sa mort.

### Description de l'œuvre

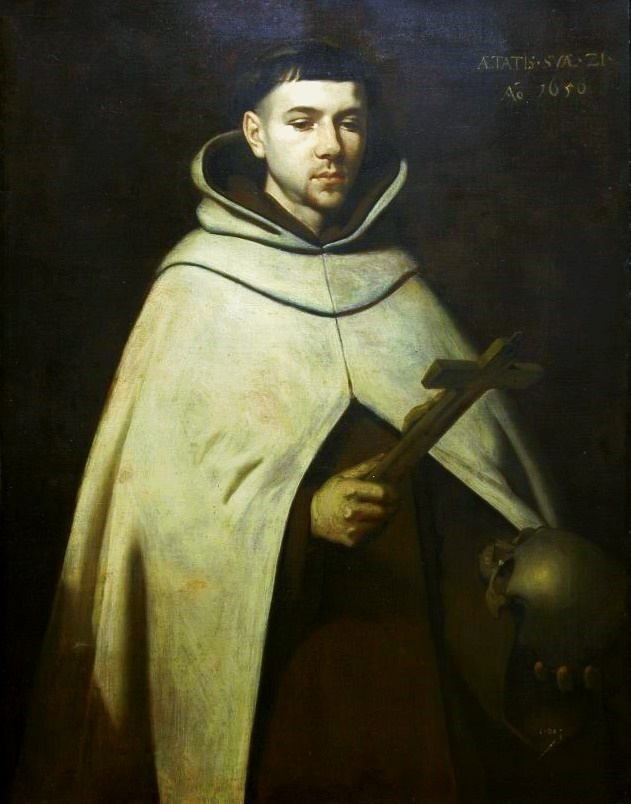
Portrait de Jean de la Croix, par Zurbarán.

Le poème écrit par Jean de la Croix comme étant « le Chant de l'Épouse » : c'est-à-dire qu'il exprime d'amour entre l'âme et son Époux le Christ. Il a été appelé « Cántico espiritual » (le Cantique spirituel) en référence au Cantique des Cantiques présent dans la Bible. Ce poème, et le traité spirituel qui le commente, raconte l'expérience mystique d'union de l'âme avec Dieu. Le poème se présente comme un dialogue d'amour entre l'Épouse et l'Époux, figures de l'âme et de Dieu.
L'ouvrage mystique (qui explique le poème) est devenu un classique de l'enseignement san joaniste : le Cantique spirituel. Une explication spirituelle du cantique propose un parallèle avec le Cantique des Cantiques qui se découpe en quatre parties :
- l’épreuve de l’exode et de l’exil et la souffrance qui vient du désir ;
- la réponse du Bien-Aimé et le rêve de l’union pacifiée ;
- l’accomplissement des épousailles ;
- la perfection de l’amour.

Il est alors proposé (dans le poème et le traité qui l'explique) un parallèle entre les étapes de la vie spirituelle et le cheminement catéchétique et sacramentel :
- « les labeurs et l’amertume » des commençants ;
- « les peines de l’amour » : le désir d'union se fait douloureux (les progressants) ;
- « les fiançailles spirituelles » ;
- « le mariage spirituel » ou la perfection de l’amour.

Ce traité de mystique suit le déroulement du poème qu'il analyse strophe par strophe, ce qui amène certaines versions de l'ouvrage à être découpées en 39 (ou 40) chapitres, soit un chapitre par strophe du poème. Pour chaque strophe l'auteur explique chaque vers, en débutant par une reprise de la strophe entière, puis en reprenant chaque vers avant de le commenter. Cependant, l'écriture de cet ouvrage a amené Jean de la Croix à réorganiser son poème pour suivre un cheminement théologique plus clair, d'où les versions A et B du poème),. Certains éditeurs n'hésitent pas à reprendre la version A du poème lors de la publication du traité.

## Publications

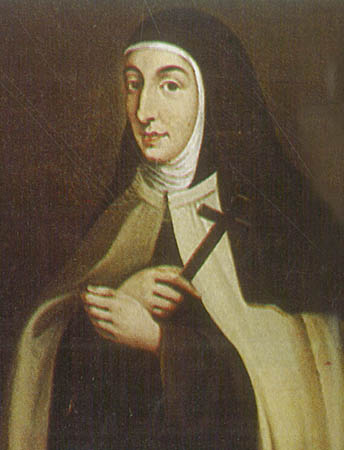
Anne de Jésus, à l'origine de la première publication de l'œuvre.

Cet ouvrage a été diffusé et publié à de nombreuses reprises lors de différentes éditions, soit seul, soit lors de la publication de recueils d'œuvres de Jean de la Croix. Voici quelques dates de publications :
- 1622 : publication à Paris du Cantique d'amour divin traduit par G. Gaultier[14] ;
- 1627 : publication à Bruxelles chez Godofredo Schoevarts[15] ;
- 1630 : publication intégrale de l'œuvre de Jean de la Croix en espagnol[16] ;
- 1641 : traduction en français des Œuvres spirituelles[N 7] de Jean de la Croix par Cyprien de la Nativité de la Vierge. Plusieurs  rééditions sont réalisées au cours du XVIIe siècle (1645,  1652,  1675...). Cette version est rééditée au XXe siècle[17] ;
- 1695 : traduction par Jean Maillart (jésuite)[18]. Cette version est retenue au XIXe siècle dans la Patrologie de Migne[17] ;
- Jean de la Croix, Œuvres Complètes, Éditions du Cerf, 1990[19] ;
- Jean de la Croix, Le cantique spirituel, Seuil, 1998[20].